# یواس‌اس تارازد (ای‌اف-۱۳)
یواس‌اس تارازد (ای‌اف-۱۳) (به انگلیسی: USS Tarazed (AF-13)) یک کشتی بود که طول آن ۴۴۷ فوت ۱۰ اینچ (۱۳۶٫۵۰ متر) بود. این کشتی در سال ۱۹۳۲ ساخته شد.